# Доктор и Дайм (альбом Nonamerz)
«Доктор и Дайм» — второй студийный альбом российской рэп-группы Nonamerz, выпущенный 1 декабря 2006 года на лейбле RAP Recordz.
Альбом был записан в основном в период с 2004 по 2005 год на московской студии M.Y.M. Recordz. В записи альбома приняли участие московские рэперы С.О. Макъ (бывший участник группы Ю.Г.), Maestro A-Sid, а также латышский рэпер Gustavo. Помимо штатного битмейкера группы, Dr N-Drey, в работе над музыкой приняли участие Gustavo, Vanich, ShaMan и Крек.
1 декабря, в первый день официальных продаж альбома, на «Горбушке» состоялась автограф-сессия группы, а 9 декабря в клубе «План Б» прошла большая презентация альбома с участием большого количества гостей. Дистрибьюцией альбома занимался лейбл «Монолит». В 2013 году альбом стал доступен для цифрового скачивания на iTunes.

## Об альбоме
Первые попытки записи второго альбома предпринимались в конце 2002 года, когда были записаны композиции «Точка» и «Никаких проблем», однако на следующие полтора года работа над альбомом, получившим название «Доктор и Дайм», остановилась. Но в 2004 году за сравнительно небольшое количество времени был записан практически весь альбом. Помимо музыки Доктора к альбому привлекаются такие битмейкеры, как Gustavo, Vanich и ShaMan. Работа над альбомом закончилась в середине 2005 года. Перед официальным выходом альбома Nonamerz выпустили бутлег Пиратка, на котором собрали весь материал, записанный участниками с 2002 по 2005 год, а также презентовали семплер нового альбома. В результате сложностей с выходом видеоклипа на композицию «Фотографии» альбом задерживается до декабря 2006 года. В течение года в альбом добавился ремикс на трек «Посвящается всем», а также клубный бэнгер «Поднимаюсь выше». Презентация альбома состоялась в декабре в клубе «План Б».

## Приём критиков
В 2006 году альбом был назван порталом Hip-Hop 4 Real одним из «10 самых значимых альбомов 2006-го года в русском рэпе».
В 2007 году редактор сайта Golden Muzik назвал альбом «монолитным».
В 2007 году главный редактор портала Rap.ru, Андрей Никитин, поместил альбом «Доктор и Дайм» в список главных альбомов русского рэпа.

## Чарты и ротации
В 2003 году песня «Очарована околдована» группы Nonamerz прозвучала в хип-хоп передаче «Фристайл» на «Нашем Радио».

## Список композиций
| Номер трека | Название                     | Участвует              | Музыка        | Время |
| ----------- | ---------------------------- | ---------------------- | ------------- | ----- |
| 01          | «Интро (не жду)»             |                        | Dr. N-Drey    | 1:50  |
| 02          | «Я меняюсь / меняются песни» |                        | Dr. N-Drey    | 3:28  |
| 03          | «На студии»                  |                        | Gustavo       | 3:46  |
| 04          | «Всё, что надо нам»          |                        | Dr. N-Drey    | 3:07  |
| 05          | «Имя»                        |                        | Dr. N-Drey    | 3:31  |
| 06          | «Фотографии»                 |                        | Gustavo       | 3:33  |
| 07          | «Районы»                     | Maestro A-Sid          | Dr. N-Drey    | 2:53  |
| 08          | «Слова»                      |                        | Vanich        | 2:46  |
| 09          | «Чужие праздники»            |                        | Dr. N-Drey    | 4:17  |
| 10          | «Очарована околдована»       |                        | Dr. N-Drey    | 3:41  |
| 11          | «Ремонт»                     |                        | Dr. N-Drey    | 4:12  |
| 12          | «Тем, кто…»                  | С.О.Макъ               | Dr. N-Drey    | 3:41  |
| 13          | «Поднимаюсь выше»            |                        | Dr. N-Drey    | 4:28  |
| 14          | «Посвящается всем»           |                        | Dr. N-Drey    | 3:28  |
| 15          | «Вечером»                    |                        | Vanich        | 3:26  |
| 16          | «Близнецы-Братья»            |                        | Dr. N-Drey    | 4:00  |
| 17          | «Жизнь удалась»              | Gustavo, Maestro A-Sid | Dr. N-Drey    | 4:53  |
| 18          | «Слушают нас»                | Maestro A-Sid          | ShaMan & Крек | 3:48  |
| 19          | «Последняя песня»            |                        | Dr. N-Drey    | 2:23  |

## Дополнительная информация
- Альбом был готов в середине 2005 года, однако проблемы со съёмкой клипа на композицию «Фотографии» перенесли релиз на декабрь 2006 года. Клип так и не увидел свет.
- В фотосессии к альбому исполнители сфотографировались вместе с Cadillac Eldorado 1978 года выпуска. И Доктор, и Дайм родились в этом же году.
- Двенадцатистраничное оформление буклета диска разделено поровну между участниками, у каждого есть свои слова благодарности и разворот с детскими и юношескими фотографиями.
- Существует мнение, по которой песня «Тем, кто…» содержит завуалированные нападки на лейбл Respect Production.
- Автобиографический трек «Я меняюсь / Меняются песни» содержит прямые наезды в адрес участников группы Da B.O.M.B., продолжая конфликт, начатый в песнях «Всё идёт по плану» и «Никаких проблем».
- Заявленный тираж релиза — пять тысяч компакт-дисков.
- Альбом стал последним релизом лейбла RAP Recordz на аудиокассетах — тираж релиза на этих носителях составил две тысячи экземпляров.
- Альбом стал доступен для платного скачивания за неделю до официального релиза с помощью компании Fidel.ru, однако первые же скачавшие альбом взломали защиту аудиофайлов и оперативно распространили альбом в сеть.
- «Доктор и Дайм» стал первым официальным релизом группы Nonamerz на Украине — издание было осуществлено Moon Records.